# Controverses sur le sanctuaire Yasukuni

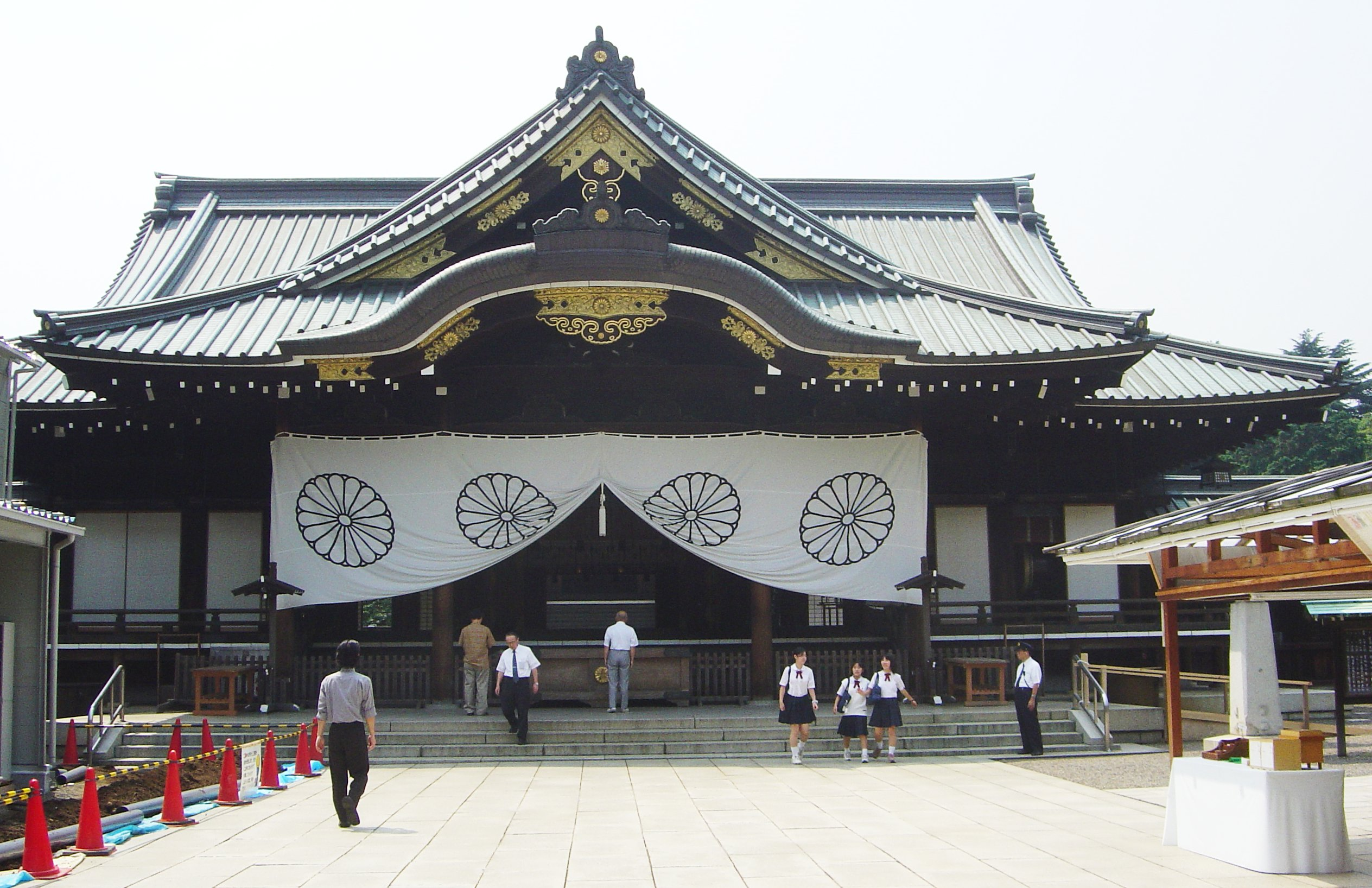
Le Yasukuni-jinja.

Le Yasukuni-jinja est un sanctuaire shinto au centre de controverses internationales entre le Japon et ses voisins coréens et chinois. Il est dédié aux personnes mortes au combat en servant l'empereur du Japon au cours des différents conflits de 1867 à 1951.
Cela inclut des civils en service et des fonctionnaires du gouvernement. Le sanctuaire est censé accueillir les âmes réelles des morts en tant que kami (« esprits/âmes »). Il est de plus, pour tradition, que tout acte mauvais ou immoral commis par le défunt est pardonné lors de l'entrée au sanctuaire. Ces cérémonies sont strictement religieuses depuis la séparation du shintoïsme d'État et du gouvernement japonais. Les prêtres du sanctuaire ont une indépendance religieuse totale pour décider du choix de l'entrée des défunts. La consécration est permanente et irréversible. En raison de la vénération de criminels de guerre condamnés par le tribunal militaire international pour l'Extrême-Orient et de l'approche nationaliste du musée militaire Yūshūkan, le Yasukuni-jinja et le gouvernement japonais sont critiqués par les deux Chines (continentale et Taïwan) et Corées (Corée du Nord et Corée du Sud) comme étant révisionnistes vis-à-vis des événements de la Seconde Guerre mondiale.
Sur les 2 466 532 personnes répertoriées dans le Livre des âmes du sanctuaire, 1 068 ont été condamnées pour crimes de guerre par un tribunal d'après 1945. Parmi eux, 14 sont considérés comme des criminels de guerre de classe A (« crimes contre la paix »),. Ces condamnations ont été prononcées par le tribunal militaire international pour l'Extrême-Orient dirigé par les vainqueurs de la Seconde Guerre mondiale, soit l'Australie, le Canada, la république de Chine, le gouvernement provisoire de la République française, l'Inde, les Pays-Bas, la Nouvelle-Zélande, les Philippines, le Royaume-Uni, les États-Unis et l'Union soviétique.
Plus récemment, les visites au sanctuaire par des membres de la Diète du Japon ou plus particulièrement par le Premier ministre sont la source de protestations au Japon et à l'étranger. La Chine, la Corée du Nord, la Corée du Sud et Taïwan protestent contre ces visites depuis 1985. Malgré ces controverses, l'ancien Premier ministre Jun'ichirō Koizumi effectua des visites annuelles personnelles (non officielles) de 2001 à 2006.
Le recueil de documents est aujourd'hui à la bibliothèque du Congrès aux États-Unis.

## Les criminels de guerre
Le sanctuaire consacre et, selon les croyances shinto, accorde une résidence permanente pour les esprits de ceux qui ont combattu pour l'empereur, indépendamment de la façon dont ils sont morts au combat. 1 068 kami consacrés sont des prisonniers de guerre condamnés pour crimes de guerre après la Seconde Guerre mondiale. L'entrée de l'âme au sanctuaire absout par tradition tous ses pêchés terrestres.
L'un des critères pour la consécration au Yasukuni-jinja est que la personne soit considérée comme étant morte en service à la guerre (cela inclut les morts par maladies ou accident) et soit inscrite dans le registre des morts du gouvernement japonais. Selon les documents publiés le 28 mars 2007 par la bibliothèque nationale de la Diète, les représentants du ministère de la Santé et des Affaires sociales et ceux du sanctuaire Yasukuni se seraient entendus le 31 janvier 1969 pour que les criminels de guerre de classe A condamnés par le tribunal militaire international pour l'Extrême-Orient soient « légitimes à être honorés » et ils décidèrent de ne pas rendre cette décision publique.
Le 17 octobre 1978, 14 criminels de guerre de classe A, dont Hideki Tōjō, sont consacrés en tant que « Martyrs de Shōwa » (昭和殉難者, Shōwa junnansha), en particulier parce qu'ils se trouvent sur le registre des morts. Ils sont présentés ci-dessous selon leurs condamnations :
- Pendaison : Hideki Tōjō, Seishirō Itagaki, Heitarō Kimura, Kenji Doihara, Akira Mutō, Kōki Hirota.
- Perpétuité : Yoshijirō Umezu, Kuniaki Koiso, Hiranuma Kiichirō, Toshio Shiratori.
- 20 ans d'emprisonnement : Shigenori Tōgō.
- Morts avant que la sentence du tribunal ne soit prononcée (de maladie ou d'accident) : Osami Nagano, Yōsuke Matsuoka.

Tous les prisonniers encore vivants voient leurs peines réduites ou sont libérés en 1958.
Leur consécration au sanctuaire Yasukuni est révélée par les médias le 19 avril 1979 et la controverse apparue en 1985 est toujours actuelle.

## Le musée de la Guerre Yūshūkan

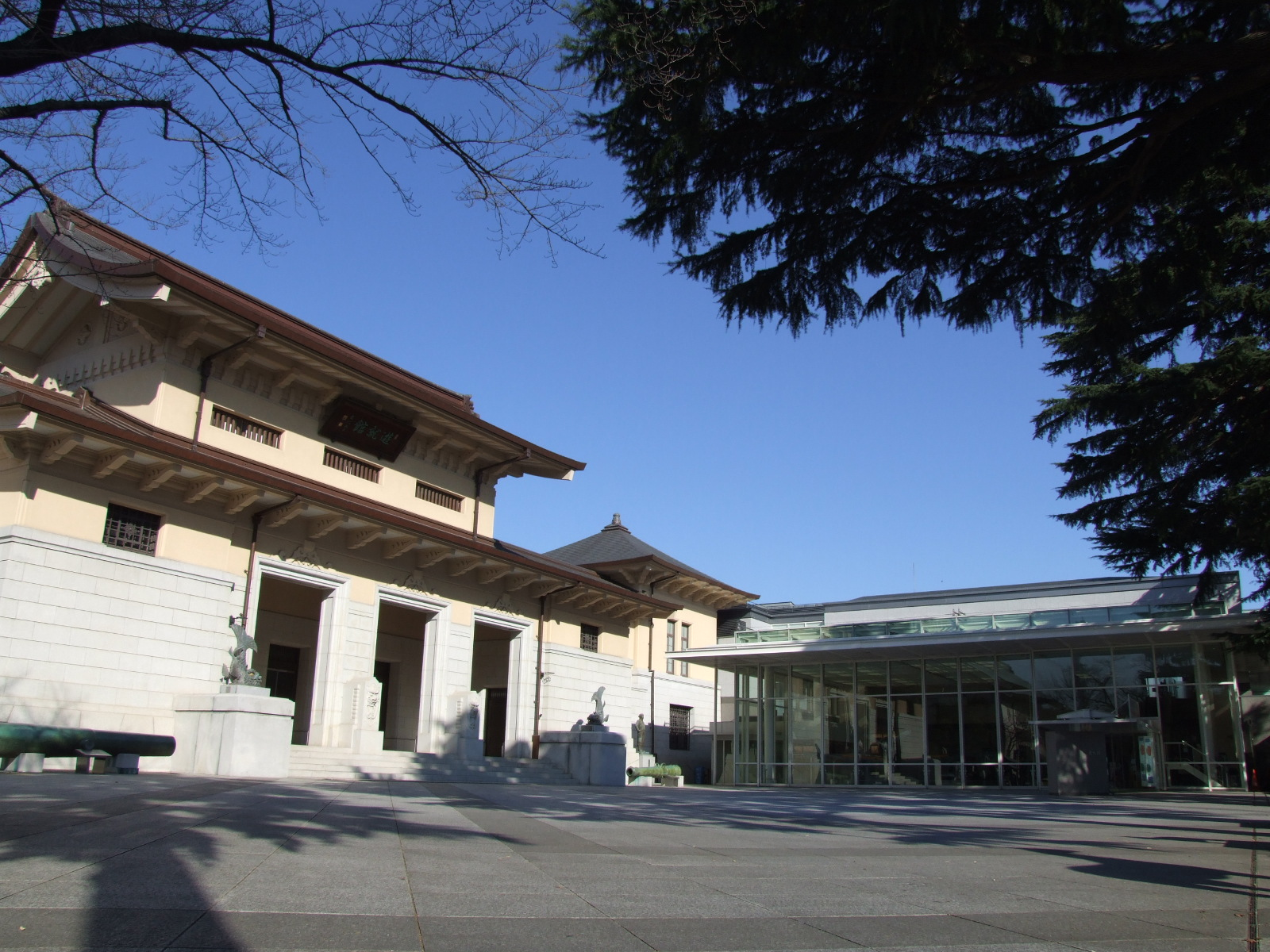
Le Yūshūkan.

Le Yasukuni-jinja accueille également un musée sur l'histoire militaire du Japon, le Yūshūkan, qui est critiqué par plusieurs observateurs pour sa présentation révisionniste. Un film documentaire montré aux visiteurs du musée dépeint la conquête japonaise de l'Asie orientale durant la période d'avant-guerre comme un effort pour sauver la région de l'avancée impérialiste des puissances occidentales symbolisée par la « sphère de coprospérité de la grande Asie orientale ». Le film présente le Japon comme une victime de l'influence étrangère, en particulier avec le boycott commercial de l'Occident.
Les critiques affirment que le musée minimise les atrocités commises par l'armée impériale japonaise. Au sujet de l'invasion de Nankin, le musée ne fait jamais mention du massacre et déclare que le « général Iwane Matsui avait reçu l'ordre de respecter les lois militaires à la lettre. Les Japonais ont établi une zone de sécurité pour les civils chinois et fait un effort spécial pour protéger les sites historiques et culturels. Dans la ville même, les habitants purent à nouveau vivre en paix ».

## L'association Izokukai
Les controverses sur le sanctuaire Yasukuni sont dues à deux facteurs principaux. Le premier est l'idéologie du shinto d'État qui considère les guerres commises au nom de l'empereur comme justes et toute personne ayant combattu pour l'empereur comme un eirei (英霊, esprit héroïque). Le deuxième facteur immédiat est l'influence de plusieurs organisations populaires, dont l'Izokukai (遺族会) qui représente les familles des tués à la guerre. Le Yasukuni-jinja est également devenu une Mecque pour plusieurs organisations nationalistes ou d'extrême-droite mais leur influence sur le personnel est considérée comme marginale.
Le Yasukuni-jinja considère l'Izokukai comme l'organisation laïque de facto du sanctuaire. L'Izokukai était au départ connue sous le nom d'Izoku Kōsei Renmei (遺族厚生連盟, Union du bien-être des familles des morts à la guerre)), établie en 1947. Le but original de l'organisation est ainsi formulé : « En vue de poursuivre la fin de la guerre, d'établir une paix globale, une prospérité mondiale et de contribuer au bien-être de l'humanité, nous cherchons à apporter aide et assistance aux familles de ceux qui sont morts à la guerre ». Il apparaît que le but principal de l'organisation est d'aider les veuves, les orphelins et les parents âgés de ceux qui sont morts en Asie et dans le Pacifique ainsi que de faire pression sur le gouvernement dans l'intérêt des familles. Cependant, en 1953, l’organisation devient une fondation fiduciaire et adopte le nom d'Izokukai. Plus important, l'objectif de l’organisation change : « En vue de poursuivre l'établissement d'un Japon pacifique, de préserver sa culture et de promouvoir la morale, nous cherchons à prier les eirei, pour apporter le bien-être aux familles des morts à la guerre ainsi que reconnaissance et compensation aux unités auxiliaires civiles ». Ce changement qui comprend l'abandon du pacifisme international et l'introduction des eirei est considéré comme donnant un caractère nationaliste à l'organisation. Les dirigeants de l'Izokukai sont généralement d'anciens membres du parti libéral-démocrate et l'organisation est vue comme le lien informel entre le parti (et à travers lui le gouvernement) et le Yasukuni-jinja. En 1962, Okinori Kaya, un faucon du parti libéral-démocrate et un ancien criminel de guerre de classe A condamné au procès de Tokyo, est nommé président de l'organisation. L'Izokukai est considérée comme ayant une forte influence sur les controverses politiques du Yasukuni-jinja.

## Visites officielles
En raison de la consécration de criminels de guerre au Yasukuni-jinja, une controverse est apparue sur le fait de permettre aux hommes politiques d'y effectuer des visites et d'y célébrer le culte.
La question se fait jour pour la première fois lorsque l'empereur Hirohito refuse de visiter le sanctuaire à partir de 1978 et jusqu'à sa mort en 1989. Selon un mémorandum publié en 2006 et gardé par le grand intendant de l'Agence impériale, Tomohiko Tomita, Hirohito prit la décision d'arrêter les visites à cause de la consécration de criminels de guerre de classe A comme Yosuke Matsuoka ou Toshio Shiratori. Depuis cette décision en 1978, aucun empereur japonais n'a visité le Yasukuni-jinja. Cependant, des émissaires impériaux effectuent des visites chaque année.

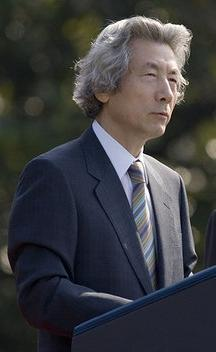
L'ancien premier ministre Jun'ichirō Koizumi.

Alors qu'aucun empereur ne visite plus le sanctuaire depuis 1978, des hommes politiques japonais, dont des premiers ministres et autres membres du Cabinet japonais, ont provoqué des controverses considérables en effectuant des visites au Yasukuni-jinja. Le premier ministre Jun'ichirō Koizumi est l'un de ses visiteurs ayant provoqué le plus de polémiques. Le 17 octobre 2005, par exemple, Koizumi visite le sanctuaire pour la cinquième fois depuis sa prise de fonction. Bien qu'il affirme que cette visite est d'ordre personnel, elle survient juste avant l'arrivée prévue du ministre des Affaires étrangères, Nobutaka Machimura, à Pékin pour renforcer les relations entre la Chine et le Japon. Les dirigeants chinois annulent alors la rencontre car ils considèrent que le sanctuaire est une glorification de l'agression militaire japonaise du passé
Les visites annuelles de Koizumi au Yasukuni-jinja continuent par la suite à provoquer des critiques partout dans le monde. Durant le sommet de l'APEC de 2005 à Busan en Corée du Sud, le ministre chinois des Affaires étrangères, Li Zhaoxing, compare les visites de Koizumi à celles de « dirigeants allemands [visitant] (des mémorials) honorant Hitler et les Nazis ». En 2006, Henry Hyde, président du comité des affaires étrangères du parlement des États-Unis (en), déclare que Koizumi désirerait embarrasser le Congrès des États-Unis et offenser les vétérans américains de la Seconde Guerre mondiale s'il effectuait un discours au parlement japonais après une autre visite au Yasukuni-jinja.
Le successeur attendu de Koizumi, Shinzō Abe, effectue une visite au sanctuaire en avril 2006 avant sa prise de fonction. Bien que cette visite concerne également les gouvernements chinois et sud-coréens, Abe reste vague sur le fait qu'il effectuera ou non des visites au sanctuaire dans le futur. Des évènements postérieurs permettent de suggérer qu'un compromis a été trouvé avec la Chine. Abe soutient publiquement les visites de son prédécesseur au sanctuaire, mais il n'effectue pas de nouvelles visites en tant que premier ministre.
Le 7 juin 2007, l'ancien président de la République de Chine, Lee Teng-hui, visite le sanctuaire pour remettre un présent à son frère aîné mort dans la marine impériale japonaise.
L'ancien premier ministre Yasuo Fukuda promet de ne jamais visiter le sanctuaire, déclaration applaudie par les voisins asiatiques du Japon. Il inaugure ainsi une opposition politique ouverte au sanctuaire qui aide à améliorer les relations avec la Chine et les Coréens du Nord et du Sud. D'autres hommes politiques continuent cependant à visiter le sanctuaire. Un groupe de 62 membres de la Diète du parti libéral-démocrate et du nouveau parti du peuple, dont l'ancien ministre de l'Agriculture Shimamura et Eriko Yamatani, une conseillère spéciale du premier ministre Fukuda, visite le sanctuaire le 22 avril 2008.
Lors d'un sondage d'opinion du Nihon Keizai Shinbun, la moitié des personnes interrogées approuvaient les visites des premiers ministres au Yasukuni-jinja.

### Visites des premiers ministres
Le 27 juin 2005, le gouverneur de Tokyo, Shintarō Ishihara, déclara à Kyodo News que si « le premier ministre ne visite pas le Yasukuni-jinja cette année, je pense que le Japon pourrira de l'intérieur et s'effondrera ». Le 12 octobre 2005, le Yasukuni-jinja retourne le monument à la victoire de Pukkwan (en) aux autorités sud-coréennes. La stèle fut érigée en 1707 pour commémorer la victoire coréenne sur les forces japonaises durant la guerre Imjin (1592-1598). Elle fut ensuite placée dans le sanctuaire par le Japon après la guerre russo-japonaise de 1905. La Corée du Sud la retourne cependant à la Corée du Nord début 2006. Le 17 octobre 2005, le premier ministre Jun'ichirō Koizumi visite le sanctuaire pour la cinquième fois depuis sa prise de fonction. Bien qu'il déclare qu'elle est d'ordre privé, les dirigeants de la république populaire de Chine répondent en annulant une visite prévue en Chine du ministre japonais des Affaires étrangères Nobutaka Machimura en protestation. Le 15 novembre 2005, durant le sommet de l'APEC de Busan en Corée du Sud, le ministre chinois des Affaires étrangères Li Zhaoxing demande : « Que penseraient les Européens si les dirigeants allemands visitaient (des mémoriaux) à Hitler et aux Nazis ? ».
Le 16 mai 2006, Henry Hyde, président républicain du comité des relations internationales de la chambre des représentants des États-Unis envoie une lettre à Koizumi pour exprimer ses « préoccupations sur la crédibilité d'une invitation d'un premier ministre japonais qui continue à faire des visites controversées au Yasukuni-jinja ». La lettre souligne la nature offensante d'une visite au sanctuaire pour les Américains qui se rappellent la Seconde Guerre mondiale et Hyde ne veut pas « déshonorer le site au Congrès où le président Franklin D. Roosevelt a fait son discours du jour de l'infamie (en) après l'attaque japonaise sur Pearl Harbor en décembre 1941 ». Le 5 août 2006, les médias japonais rapportent que le successeur attendu de Koizumi, Shinzō Abe, a visité le sanctuaire en avril. Les gouvernements chinois et sud-coréens expriment leur mécontentement à propos de cette visite. Plus tard, Abe reste vague sur le fait qu'il visiterait ou non le sanctuaire et des évènements postérieurs suggèrent qu'un compromis a été trouvé avec la Chine. Le 15 août 2006, l'ancien premier ministre Jun'ichirō Koizumi visite le sanctuaire pour célébrer l'anniversaire de la reddition officielle du Japon durant la Seconde Guerre mondiale.
En avril 2007, le premier ministre Shinzō Abe fait un cérémonial au sanctuaire mais ne le visite pas personnellement. Selon les rapports officiels, ce service fut fait par Abe en tant que citoyen privé plutôt que comme officiel du gouvernement, bien qu'il ait ensuite rapporté que la carte attachée aux fleurs offertes est signée « Premier ministre Shinzō Abe ». Bien qu'Abe soutienne publiquement les visites de son prédécesseur au sanctuaire, il ne le visite pas lui-même durant son mandat. En juin 2007, l'ancien président taïwanais Lee Teng-hui visite le sanctuaire pour rendre hommage à son frère aîné Lee Teng-ching, ou Lí Teng-khim, aussi connu sous le nom japonais d'Iwasato Takenori, qui fait partie des 27 863 Taïwanais honorés en ce lieu.
En août 2007, les 16 membres du Cabinet déclarent ne pas avoir l'intention de visiter le sanctuaire durant l'anniversaire de la reddition japonaise. Abe, qui n'avait pas encore dit s'il comptait s'y rendre durant son mandat, déclare que « rendre hommage au Yasukuni-jinja, ou non, est un acte individuel, même pour un membre du Cabinet. J'attends des gens qu'ils restent discrets ». Le 15 août 2007, Sanae Takaichi, ministre chargé de l'égalité des genres et des questions relatives à Okinawa, visite le sanctuaire dans un effort apparent de compenser la rare absence des membres du Cabinet pendant l'anniversaire de la reddition.
L'ancien premier ministre Yasuo Fukuda n'a jamais visité le sanctuaire, ce qui est applaudi par ses voisins asiatiques. Son opposition politique ouverte vis-à-vis du sanctuaire permet l'amélioration des relations avec la Chine, la Corée du Nord, la Corée du Sud et Taïwan. Cependant, un groupe de 62 membres de la Diète du parti libéral-démocrate et du nouveau parti du peuple, dont l'ancien ministre de l'Agriculture Shimamura et Eriko Yamatani, conseiller spécial de Fukuda, visite le sanctuaire le 22 avril 2008.
En août 2010, pour la première fois depuis plus de 25 ans, aucun ministre du gouvernement japonais, passé à l'opposition (Parti démocrate du Japon), n'est venu visiter le sanctuaire. Il en est de même en 2011, alors qu'en 2012, deux ministres du gouvernement Noda, Yūichirō Hata et Jin Matsubara (en), faisant partie du « Rassemblement des parlementaires allant prier au sanctuaire Yasukuni ensemble » (voir ci-dessous), se rendent au sanctuaire sur fond de crise avec la Chine et la Corée du Sud autour des îles Senkaku et des rochers Liancourt. Ces visites ont été faites à titre personnel, le premier ministre Yoshihiko Noda ayant juste demandé aux membres de son gouvernement de ne pas faire de visite officielle,. Yūichirō Hata récidive le 18 octobre 2012 avec un autre ministre Mikio Shimoji (en) et des dizaines de députés.
Les visites de ministres reprennent une fois le PLD de retour au gouvernement en 2013. Le premier ministre Shinzo Abe se rend au sanctuaire le 26 décembre 2013, mais ne s'y rend plus jusqu'à sa démission en septembre 2020. Son successeur, Yoshihide Suga, se contente d'envoyer une offrande rituelle en avril 2021.
En août 2022, le Premier ministre, désormais Fumio Kishida, se contente de nouveau d'une offrande traditionnelle, alors que les ministres Sanae Takaichi (Sécurité économique), Ken'ya Akiba (Reconstruction de la région du Tohoku) et Yasutoshi Nishimura (Commerce) se recueillent au sanctuaire.

### Visites de l'empereur Shōwa
L'empereur Hirohito n'a plus visité le Yasukuni-jinja de 1978 à sa mort en 1989. Son fils, l'empereur Akihito, n'a pas visité le sanctuaire depuis son intronisation, préférant envoyer à sa place un membre peu important de la famille impériale. Le 20 juillet 2006, le Nihon Keizai Shinbun publie un article en première page sur la découverte de notes expliquant les raisons de l'empereur Hirohito d'arrêter ses visites. Les notes, gardées par l'ancien grand intendant de l'Agence impériale, Tomohiko Tomita, confirment pour la première fois que la consécration de criminels de guerre de classe A comme Yōsuke Matsuoka ou Toshio Shiratori en est la raison. Tomita est l'auteur de ces notes qu'il a écrite à partir de ses conversations avec l'empereur. Il laisse 12 journaux intimes (1975-1986) et 20 livres de notes (1986-1997).
Selon les notes, l'empereur exprima son mécontentement en 1988 de la décision du Yasukuni-jinja d'inclure des criminels de guerre de classe A dans la liste des morts militaires honorés en disant que « dorénavant les criminels de classe A sont consacrés, dont Matsuoka et Shiratori. J'ai entendu dire que Tsukuba avait agi prudemment ». Ce Tsukuba ferait vraisemblablement référence à Fujimaro Tsukuba, l'ancien prêtre en chef du sanctuaire à l'époque, qui décida de ne consacrer aucun criminel de guerre malgré la réception en 1966 d'une liste de morts militaires compilée par le gouvernement et contenant ces noms. « Qu'y a-t-il dans la tête du fils de Matsudaira et qui est l'actuel prêtre en chef ? ». « Matsudaira est un pacifiste convaincu mais l'enfant ne connaît pas le souhait du parent. C'est pourquoi je ne visiterai plus le sanctuaire. C'est mon souhait ». Matsudaira fait référence à Yoshitami Matsudaira qui était le grand intendant de l'Agence impériale juste après la Seconde Guerre mondiale. Son fils, Nagayoshi, succéda à Fujimaro Tukuba en tant que prêtre en chef du Yasukuni-jinja et il décida de consacrer les criminels de guerre en 1978 . Nagayoshi Matsudaira venait de décéder l'année précédente, ce qui est la raison supposée de la publication du mémo.
Pour le journaliste Masanori Yamaguchi, qui analysa le « mémo » et les déclarations de l'empereur lors de sa première conférence de presse en 1975, son attitude évasive et opaque sur sa propre responsabilité pour la guerre et le fait qu'il dit que le bombardement de Hiroshima ne « pouvait pas être évité », peuvent signifier qu'il était effrayé que la consécration ne fasse ressurgir le débat sur sa propre responsabilité pour la guerre.
Un autre commentateur déclare qu'il y a trois impacts immédiats à la publication du mémo . Premièrement, l'explication que la suspension des visites impériales soit due à la loi n'est plus viable. Certains avaient attribué la raison à cette explication lors de l'émergence d'une controverse sur la validité constitutionnelle des visites du premier ministre et de l'empereur en regard de la séparation de l'État et de la religion. Cette raison n'est plus valable à la lumière de cette révélation. Deuxièmement, le Yasukuni-jinja et son organisation non-religieuse, l'Izokukai, vont probablement apporter des changements à leurs positions. Les deux organisations ont clairement exprimé leur souhait d'accueillir une visite de l'actuel empereur. Des décisions récentes de la cour suprême ont également indiqué que les visites du premier ministre et de l'empereur étaient constitutionnelles. Cependant, il est maintenant évident que la controverse sur la consécration des criminels de guerre de classe A doit être réglée. De plus, bien que l'empereur est la plus haute autorité du shinto, il n'a pas de contrôle direct sur les sanctuaires shinto, dont le Yasukuni-jinja. Troisièmement, la révélation place clairement la controverse sur la consécration des criminels de guerre de classe A plutôt que sur la question de la séparation de l'État et de la religion. L'opinion publique est divisée entre ceux qui désirent le retrait des noms problématiques et ceux qui s'y opposent.

## Impacts politiques
La nature polémique du sanctuaire se répercute largement dans la politique extérieure du Japon et dans ses relations avec les autres pays asiatiques. La controverse est relancée chaque année depuis 1975 lorsque l'ancien premier ministre Takeo Miki visita le sanctuaire à titre privé le 15 août, jour où le Japon commémore la fin de la Seconde Guerre mondiale. L'année suivante, son successeur, Takeo Fukuda, visita le sanctuaire à titre privé mais signa le livre des visiteurs en tant que premier ministre. Plusieurs autres premiers ministres ont effectué des visites depuis 1979 : Masayoshi Ōhira en 1979, Zenkō Suzuki en 1980, 1981 et 1982, Yasuhiro Nakasone en 1983 et 1985 (lors de la deuxième visite, il offrit des fleurs payées avec l'argent du gouvernement), Kiichi Miyazawa en 1992, cette visite resta secrète jusqu'en 1996 (il a aussi effectué une visite en 1980 avant d'être nommé premier ministre), Ryūtarō Hashimoto en 1996, et Jun'ichirō Koizumi qui effectua six visites (2001, 2002, 2003, 2004, 2005, et 2006). Les visites des premiers ministres japonais suscitent des condamnations officielles des pays voisins depuis 1985 qui les considèrent comme une tentative de légitimer le passé militariste du Japon.
Les visites au sanctuaire font également polémique dans le débat intérieur sur le rôle de la religion dans le gouvernement japonais. Plusieurs membres du parti libéral-démocrate ont insisté sur le fait que ces visites sont protégées par le droit constitutionnel de la liberté de religion et qu'il est approprié pour les politiciens d'aujourd'hui de rendre hommage à ceux qui sont tombés pendant la guerre. Les propositions de construction d'un mémorial laïque, pour permettre à ceux qui souhaitent célébrer les morts militaires sans avoir à se rendre au Yasukuni-jinja, ont jusqu'ici toutes été refusées, apparemment plus pour des détails techniques que symboliques. Le gouvernement japonais effectue chaque année des services commémoratifs au Budokan, un édifice laïque situé près du Yasukuni-jinja et ceux qui y participent peuvent ensuite visiter le sanctuaire à titre privé s'ils le souhaitent. Le Yasukuni-jinja lui-même refuse toute proposition de construction d'un mémorial non-religieux, déclarant que le « sanctuaire Yasukuni doit être le seul et unique mémorial pour les morts militaires au Japon ». Koizumi a déclaré que ces visites étaient faites dans l'espoir que le Japon ne serait plus jamais impliqué dans une guerre, amenant certains à les interpréter comme un acte de mémoire plutôt que comme une vénération.
Lors de sa première visite au Japon depuis la fin de son mandat en février 2003, l'ancien président de Corée du Sud Kim Dae-jung critiqua ouvertement les visites d'hommes politiques au sanctuaire et proposa que les 14 criminels de guerre de classe A soient déplacés vers un autre emplacement : « Si ce changement est réalisé, je n'exprimerais plus aucune opposition aux visites au sanctuaire Yasukuni ». Kim mentionna également que Koizumi avait promis lors d'une rencontre à Shanghai en 2001 de considérer la construction d'un nouvel édifice commémoratif pour remplacer le Yasukuni-jinja et permettre à quiconque de célébrer les morts militaires sans polémiques.
Le gouvernement de la république populaire de Chine émit le plus de critiques sur le sanctuaire et certains observateurs japonais ont suggéré que si la controverse était aussi profondément ancrée dans la politique intérieure chinoise, c'est parce qu'elle représentait la conduite du Japon pendant la guerre et le degré de remords perçu. Ils déclarèrent que la tolérance du parti communiste chinois vis-à-vis des manifestations publiques en Chine continentale contre le sanctuaire contraste fortement avec les mesures du pouvoir contre toute forme de dissidence politique intérieure. Beaucoup ont commenté les différences de culture entre la Chine et le Japon car le shinto absout les crimes passés après l'entrée posthume dans un sanctuaire.

## Débat au Japon
Une des plus importantes controverses au Japon porte sur le droit constitutionnel pour un premier ministre de visiter le sanctuaire. Dans la constitution du Japon, la séparation de la religion et de l'État est explicite. Parce que cette clause fut écrite dans le but premier de prévenir le retour du shintoïsme d'État, beaucoup remettent en question la constitutionnalité de ces visites. La première question que posent généralement les journalistes au premier ministre après une visite est s'il est ici à titre privé ou en tant que premier ministre. De plus, le fait que le premier ministre signe le registre des visiteurs en indiquant sa position de shijin (私人 personne privée) ou de shushō (首相 Premier ministre) est scrupuleusement rapporté. Tous les premiers ministres ont toujours déclaré que leurs visites étaient privées. Cependant, si certains ne signaient pas le registre ou indiquaient une position de shijin, d'autres s'inscrivaient en tant que shushō. La question est légèrement différente de celle relative aux visites des chanceliers allemands au mémorial de l'Holocauste, qui sont explicitement effectuées dans le cadre d'une visite d'État. Le premier ministre Koizumi a récemment donné une réponse assez troublante en déclarant qu'il visitait le sanctuaire en tant que Jun'ichirō Koizumi, premier ministre du Japon. Certains considèrent cette déclaration comme une volonté de rendre ces visites officielles, tandis que d'autres pensent que cela indique que la question de différences entre shijin et shushō est vide de sens. Plusieurs journaux, comme le Kyodo News du 15 août 2006, ont alors suggéré que les visites de Koizumi, qu'il présente toujours comme privées, peuvent être considérées comme personnelles en nature lorsqu'elles font partie d'une promesse de campagne, qui est politique par nature. Actuellement, la majorité de l'opinion publique japonaise et la plupart des juristes sont d'accord sur le fait qu'il n'y a aucune violation à la constitution.
En 2014, Shinzo Abe, 15 des 18 membres de son Cabinet, et 289 des 480 membres de la Diète sont affiliés au très influent et ouvertement révisionniste lobby Nippon Kaigi, qui nie les crimes de guerre japonais, milite pour la restauration de la monarchie et du Shintoïsme d'État[réf. souhaitée], et recommande la réécriture des manuels scolaires comme les visites du sanctuaire par les Premiers Ministres,. Le nouveau Prêtre en Chef du sanctuaire, Yasuhisa Tokugawa (également l'arrière-petit-fils du dernier Shogun, Tokugawa Yoshinobu), est un membre du comité représentatif de Nippon Kaigi.
Les points de vue exprimés par le Yasukuni-jinja à travers son musée et son site internet font aussi controverse. Les deux considèrent clairement que la conduite du Japon durant la guerre n'était pas un acte d'agression mais plutôt un acte d'auto-défense et un effort héroïque pour repousser l'impérialisme occidental. Les défenseurs des visites (privées) des premiers ministres indiquent qu'il n'existe aucun autre lieu d'hommage aux soldats décédés dans tout le Japon, et le premier ministre et de nombreux autres Japonais n'ont d'autres choix que de se rendre au sanctuaire. Cependant, beaucoup de visiteurs (dont les premiers ministres) évitent d'entrer dans le musée afin que leur visite reste religieuse et ne devienne pas politique.
De nombreuses propositions ont été faites pour alléger les controverses. L'une est de « déplacer » les âmes à problème pour que les visites au Yasukuni-jinja n'aient plus de sens politique. Cette proposition est fortement soutenue par la Chine et la Corée. Le gouvernement japonais n'a cependant pas le droit de forcer le sanctuaire à faire cela (en raison de la séparation de la religion et de l'État). En outre, le Yasukuni-jinja est catégorique, une fois un kami consacré dans un sanctuaire, il ne peut pas en être séparé. La seule solution théologiquement valide est d'abolir la consécration de tous les kami depuis la guerre de Boshin, puis de les réintroduire en excluant les criminels de guerre de classe A. Plusieurs prétendent que cette abolition sélective est techniquement possible, étant donné qu'il y a d'autres exemples de dé-consécration durant l'époque d'Edo (1603-1867). Les processus shinto du bunrei et du kanjō (en) existent justement pour retirer un kami d'un sanctuaire et le replacer autre part.
Une autre proposition est de créer un mémorial séparé non-religieux où le premier ministre pourrait faire des visites officielles pour les services commémoratifs. Les critiques soulignent que les groupes représentant les familles des morts à la guerre n'expriment aucun intérêt par un tel mémorial et préfèrent le Yasukuni-jinja. De plus, le gouvernement japonais effectue déjà chaque année des célébrations commémoratives au Budokan pour les familles des soldats tués durant la Seconde Guerre mondiale. Par la suite, ces familles font généralement des visites au Yasukuni-jinja qui est situé à proximité. En outre, le site pour un nouveau mémorial est géographiquement distant et rendrait les visites au sanctuaire plus difficiles. Plusieurs familles des noms listés au sanctuaire ont indiqué que la controverse dérangeait le repos éternel des membres morts et qu'elles désiraient leur rendre hommage sans polémiques, ni attention des médias.
Il existe en fait un autre mémorial pour les morts militaires japonais (non identifiés) situé près du Yasukuni-jinja, le cimetière national de Chidorigafuchi. Il pourrait être utilisé comme alternative par les hommes politiques japonais pour rendre hommage aux morts à la guerre.

## Retrait des noms
On compte parmi les personnes jugées pour crimes de guerre, des criminels originaires de l'empire japonais dont 173 Taïwanais et 148 Coréens. Sur ces 321 criminels de guerre, 21 Taïwanais et 23 Coréens ont été condamnés à mort. Ils sont aujourd'hui « commémorés au sein de la célébration commune du sanctuaire Yasukuni au titre de « martyrs de Shōwa » ».
C'est en février 1979 que la première demande de retrait des noms des défunts des anciennes colonies japonaises est formulé. Elle est initiée par sept représentants des familles de défunts aborigènes de Taïwan, venus jusqu'au Japon pour obtenir gain de cause. Cette requête est refusée par Ikeda Yoshihachi, desservant en second du sanctuaire Yasukuni au moment des faits.
En juin 2005, un doyen du parti libéral-démocrate propose de replacer les 14 criminels de guerre de classe A dans un site séparé. Les prêtres shinto refusent en citant la loi sur la liberté de religion inscrite dans la constitution japonaise.

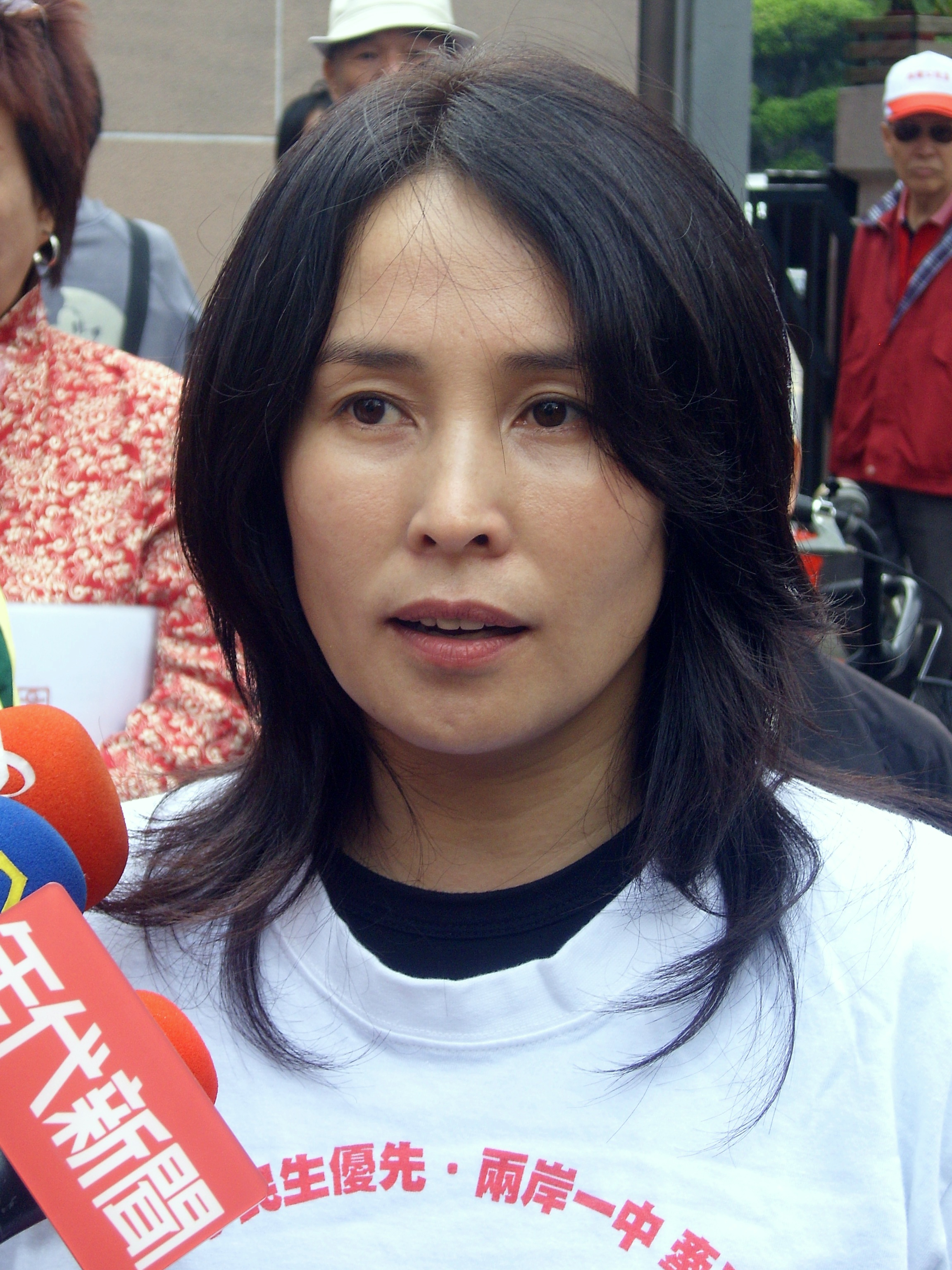

Le même mois, un groupe représentant des aborigènes de Taïwan, mené par la femme politique May Chin (en) tente de visiter le Yasukuni-jinja avec le soutien du conseil catholique japonais pour la justice et la paix. Leur intention est de demander pacifiquement le retrait des noms de leurs proches et de prier au retour de l'âme de leurs ancêtres. La demande d'exécution des rites religieux au sein du Yasukuni-jinja est rejetée et la police et des manifestants japonais empêchent le groupe d'entrer dans le sanctuaire. Plus d'une centaine de nationalistes japonais se réunissent pour l'empêcher d'accomplir des cérémonies d'appel aux esprits. La police autorise les protestataires à rester sur le site parce que le sanctuaire lui-même refuse de laisser entrer le groupe et les Taïwanais vont jusqu'à se retrouver bloqués dans leur bus sans pouvoir en descendre. Après environ une heure et demie sans incident grave, le groupe abandonne. May Chin et les Taïwanais reçoivent même des menaces de mort par la suite, incitant le gouvernement de Taïwan à demander aux autorités japonaises d'assurer leur sécurité pendant leur séjour au Japon.

## Nouveau mémorial
Le 28 octobre 2005, le parti libéral-démocrate et le parti démocrate du Japon s'entendent pour mettre en place un parti intermédiaire « pour appeler à l'établissement d'un mémorial national » et à la fondation d'un mémorial militaire non-religieux dédiés simplement aux soldats « ordinaires », ce qui retirerait au Yasukuni-jinja son statut de seul mémorial militaire du Japon. Le nouveau groupe se réunit pour la première fois le 9 novembre 2005.

## Publications des documents
Le 29 mars 2007, un recueil de documents est publié par la bibliothèque nationale de la Diète du Japon intitulé « Nouvelle compilation des documents sur les problèmes du sanctuaire Yasukuni », dont des documents déclassifiés du gouvernement d'occupation, du ministère japonais de la Santé et des Affaires sociales, et du sanctuaire Yasukuni lui-même. Ces documents apportent prétendument une explication des relations entre le gouvernement japonais et les criminels de guerre consacrés. Selon le premier ministre Shinzō Abe, le gouvernement ne dit pas qui est consacré. De plus, le vice-ministre de la Santé, du Travail et des Affaires sociales, Tsuji Tetsuo, affirme à des journalistes que l'ancien ministère était « chargé de la conservation des listes des soldats et des civils employés par l'armée, et de la présentation de ces documents selon les besoins ».

## Autres controverses

### Sur les manuels scolaires
En mai 2005, à la suite des protestations anti-japonaises en Chine provoquées par les nouveaux manuels d'histoire japonais, la vice-première ministre chinoise, Wu Yi, interrompit sa visite au Japon et rentra en Chine avant la rencontre prévue avec le premier ministre Jun'ichirō Koizumi. Cet acte est largement interprété comme une réaction à une déclaration de Koizumi la veille de l'arrivée de Wu Yi que les pays étrangers ne devaient pas interférer dans les affaires intérieures japonaises, dont la question du Yasukuni-jinja. La visite de Wu Yi visait à détendre les relations tendues entre les deux pays après la controverse sur les manuels et elle avait prévu de demander à Koizumi d'arrêter ses visites au sanctuaire.

### Sur le documentaire Yasukuni
En mars 2008, un groupe de juristes du parti libéral-démocrate, en plus de Tomomi Inada, appellent au boycott du documentaire Yasukuni (en), réalisé par Li Ying, Chinois résidant au Japon, qui parle des liens entre le sanctuaire et les mouvements d'extrême-droite comme l'Uyoku dantai. Ces juristes ont demandé un revisionnage sur le fait que le film puisse être « anti-japonais ». La guilde des réalisateurs du Japon exprime sa crainte quant à une possible violation de la liberté d'expression et, en raison de la protestation des politiciens, seuls 10 cinémas ont programmé ce film dont aucun à Tokyo.